# Квінт Педій
Квінт Педій Бальб (92 — 43 роки до н. е.) — політичний та військовий діяч Римської республіки, консул-суфект 43 року до н. е.

## Життєпис
Походив з плебейського роду Педіїв. Син Квінта Педія та Юлії, сестри Гая Юлія Цезаря.
У 58—56 роках до н. е. був легатом Цезаря під час Галльської війни. Балотувався на 54 рік до н. е. як еділ, але зазнав невдачі. У 48 році до н. е. обраний претором. Під час своєї каденції придушив повстання Тита Аннія Мілона поблизу м. Кози. У 46 році до н. е. Педій був спрямований до Іспанії. Тут він закріплював владу Цезаря. По поверненню звідти у 45 році до н. е. відсвяткував тріумф як проконсул, попри те, що був лише легатом й не мав права на тріумф.
У 44 році до н. е. у заповіті Гая Цезаря Квінт Педій був оголошений спадкоємцем однієї восьмої частини майна. Після загибелі Цезаря виступав на боці Октавіана в його конфлікті з Марком Антонієм. У серпні 43 році до н. е. його обрано консулом-суфектом разом з Гаєм Юлієм Цезарем Октавіаном. Під час своєї каденції провів закон про позбавлення вогню та води вбивць Цезаря і скасував закон, який оголошував Антонія й Марка Лепіда ворогами держави. Раптово помер незабаром після створення тріумвірату та оприлюднення першого проскрипційного списку.

## Родина
Дружина — Валерія, донька Марка Валерія Мессали.
Діти:
- Квінт Педій Публікола, квестор 41 року до н. е.